# Smażyno (gromada)
Smażyno – dawna gromada, czyli najmniejsza jednostka podziału terytorialnego Polskiej Rzeczypospolitej Ludowej w latach 1954–1972.
Gromady, z gromadzkimi radami narodowymi (GRN) jako organami władzy najniższego stopnia na wsi, funkcjonowały od reformy reorganizującej administrację wiejską przeprowadzonej jesienią 1954 do momentu ich zniesienia z dniem 1 stycznia 1973, tym samym wypierając organizację gminną w latach 1954–1972.
Gromadę Smażyno z siedzibą GRN w Smażynie utworzono – jako jedną z 8759 gromad na obszarze Polski – w powiecie wejherowskim w woj. gdańskim na mocy uchwały nr 26/III/54 WRN w Gdańsku z dnia 5 października 1954. W skład jednostki weszły obszary dotychczasowych gromad Smażyno i Częstkowo ze zniesionej gminy Wielki Donimierz oraz obszary dotychczasowych gromad Wyszecino i Milwino ze zniesionej gminy Luzino w tymże powiecie. Dla gromady ustalono 15 członków gromadzkiej rady narodowej.
1 stycznia 1960 gromadę zniesiono, a jej obszar włączono do gromad: Łebno (miejscowości Smażyno, Głodowo i Wyżne Pólko), Szemud (miejscowości Częstkowo, Bór, Szeperia, Lipka i Golica) i Luzino (miejscowości Milwino, Milwińska Huta, Wyszecino, Wyszecińska Huta, Pionki i Owczarnia) w tymże powiecie.